# Bas Sibum
Bas Sibum (Nieuw-Amsterdam, 26 december 1982) is een Nederlands voormalig voetballer die bij voorkeur als middenvelder speelde. Sinds 2025 is hij hoofdtrainer van Heracles Almelo.

## Loopbaan
Sibum begon met voetballen bij SV Twedo in Nieuw-Amsterdam. Hij debuteerde in het seizoen 2000/2001 in het betaalde voetbal bij Emmen. Na drie seizoenen verkaste de middenvelder naar FC Twente. Op 15 januari 2007 werd bekend dat Sibum per direct de overstap zou maken naar Roda JC; hier verbleef hij een jaar totdat hij in 2008 de overstap maakte naar N.E.C.. In Nijmegen speelde hij 3,5 seizoenen voordat hij in de zomer van 2011 vertrok naar Alemannia Aachen. In 2012 tekende hij bij Waasland-Beveren een contract voor één jaar met een optie voor één jaar.
Op 3 juni 2014 maakte Heracles Almelo bekend dat hij voor twee seizoenen (met een optie voor nog een seizoen) had getekend bij de Almelose club. Hier speelde hij het eerste jaar nog acht competitiewedstrijden, in het tweede geen. Na afloop van het seizoen 2015/16 stopte Sibum met professioneel voetbal. Hij ging voor MVV Alcides spelen in de eerste klasse, maar stopte daar in februari 2017 vanwege chronische blessures. 
Sibum was jeugdtrainer en assistent bij FC Emmen. Sinds medio 2023 is hij hoofdtrainer bij Roda JC Kerkrade. Met de Limburgers liep hij in 2024 promotie mis nadat zij de koppositie uit handen hadden gegeven en in de eerste ronde van de playoffs direct werden uitgeschakeld. In het daaropvolgende seizoen verliep het moeizamer voor Roda JC, waar deelname aan de playoffs het hoogst haalbare werd.
In het voorjaar van 2025 werd Sibum genoemd als mogelijke nieuwe trainer voor N.E.C. en PEC Zwolle, maar hij besloot uiteindelijk in te gaan op het aanbod van Heracles Almelo waar Sibum Erwin van de Looi medio 2025 zou opvolgen als hoofdtrainer.

## Statistieken
| seizoen   | club             | land      | competitie         | wed. | goals |
| --------- | ---------------- | --------- | ------------------ | ---- | ----- |
| 2000/2001 | Emmen            | Nederland | Eerste divisie     | 8    | 0     |
| 2001/2002 | Emmen            | Nederland | Eerste divisie     | 13   | 0     |
| 2002/2003 | Emmen            | Nederland | Eerste divisie     | 33   | 5     |
| 2003/2004 | FC Twente        | Nederland | Eredivisie         | 28   | 0     |
| 2004/2005 | FC Twente        | Nederland | Eredivisie         | 22   | 0     |
| 2005/2006 | FC Twente        | Nederland | Eredivisie         | 24   | 0     |
| 2006/2007 | FC Twente        | Nederland | Eredivisie         | 13   | 0     |
| 2006/2007 | Roda JC          | Nederland | Eredivisie         | 13   | 1     |
| 2007/2008 | Roda JC          | Nederland | Eredivisie         | 7    | 0     |
| 2007/2008 | N.E.C.           | Nederland | Eredivisie         | 14   | 1     |
| 2008/2009 | N.E.C.           | Nederland | Eredivisie         | 31   | 2     |
| 2009/2010 | N.E.C.           | Nederland | Eredivisie         | 15   | 1     |
| 2010/2011 | N.E.C.           | Nederland | Eredivisie         | 30   | 3     |
| 2011/2012 | Alemannia Aachen | Duitsland | 2. Bundesliga      | 18   | 2     |
| 2012/2013 | Waasland-Beveren | België    | Jupiler Pro League | 35   | 0     |
| 2013/2014 | Waasland-Beveren | België    | Jupiler Pro League | 28   | 0     |
| 2014/2015 | Heracles Almelo  | Nederland | Eredivisie         | 8    | 0     |
| 2015/2016 | Heracles Almelo  | Nederland | Eredivisie         | 0    | 0     |
| 2016/2017 | MVV Alcides      | Nederland | Eerste klasse      |      |       |